# Paul Dano
Paul Franklin Dano (n. 19 iunie 1984, New York City, New York, SUA) este un actor, producător, cântăreț și muzician american.
Dano și-a început cariera pe Broadway înainte de a debuta în cinematografie în filmul O nouă viață (2000). El a câștigat  Premiu Independent Spirit pentru cel mai bun debutant pentru rolul din L. I. E. (2002) și a primit premii pentru rolul lui Dwayne Hoover în Little Miss Sunshine (2006). Pentru rolul său din Va curge sânge (2007) a fost nominalizat pentru Premiul BAFTA pentru cel mai bun actor.
Dano a primit, de asemenea, premii pentru roluri precum John Tibeats în 12 ani de sclavie (2013) și Alex Jones în Prizonieri (2013). Interpretarea muzicianului Brian Wilson din Love & Mercy (2014) i-a adus un o nominalizare la Globul de Aur la categoria cel mai bun actor.

## Viața timpurie
Dano s-a născut în New York ca fiu al lui Gladys (născută Pipp) și Paul A. Dano, afacerist. El are o soră mai mică pe nume Sarah. Dano și-a petrecut primii ani din copilărie în New York City și a studiat la Școala Browning

## Legături externe
- Paul Dano la Internet Movie Database